# Марониці (струмок)
Марониці — струмок в Україні, у Путильському районі Чернівецької області, правий доплив Білого Черемошу (басейн Дунаю).

## Опис
Довжина струмка приблизно 4 км. Формується з багатьох безіменних струмків.

## Розташування
Бере початок на північному заході від села Плай. Тече переважно на північний захід і впадає у річку Білий Черемош, праву притоку Черемошу.